# Micrura wilsoni
Micrura wilsoni är en djurart som tillhör fylumet slemmaskar, och som först beskrevs av Ernest F. Coe 1904.  Micrura wilsoni ingår i släktet Micrura och familjen Lineidae. Inga underarter finns listade i Catalogue of Life.